# Ivy Mike
Ivy Mike foi o primeiro teste bem sucedido de um artefato de fusão nuclear realizado pelos Estados Unidos, no qual a maior parte do explosivo usado foi produzido por esta própria fusão.
Ele foi detonado às 07h15 de 1 de novembro de 1952, no atol de Enewetak, no Oceano Pacífico, como parte da Operação Ivy, oitava série de testes nucleares norte-americanos, destinados a melhorar a capacidade das armas nucleares dos Estados Unidos como resposta ao programa nuclear soviético, na época da Guerra Fria.  O dispositivo foi o primeiro teste completo de uma bomba de fusão em estágios, desenhada pelos cientistas Edward Teller e Stanisław Ulam, e é geralmente considerado como o primeiro teste de uma bomba de hidrogênio.

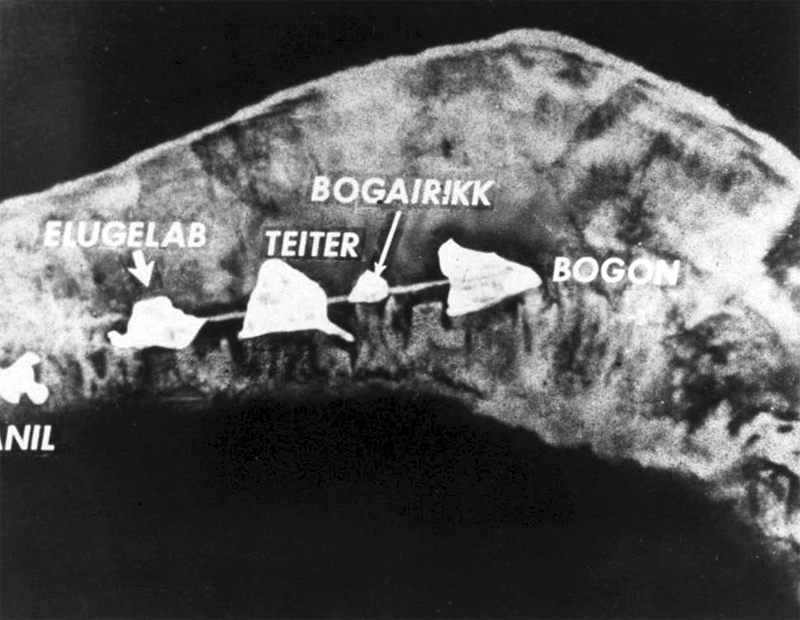
Elugelab, assinalada no atol, ANTES da detonação.

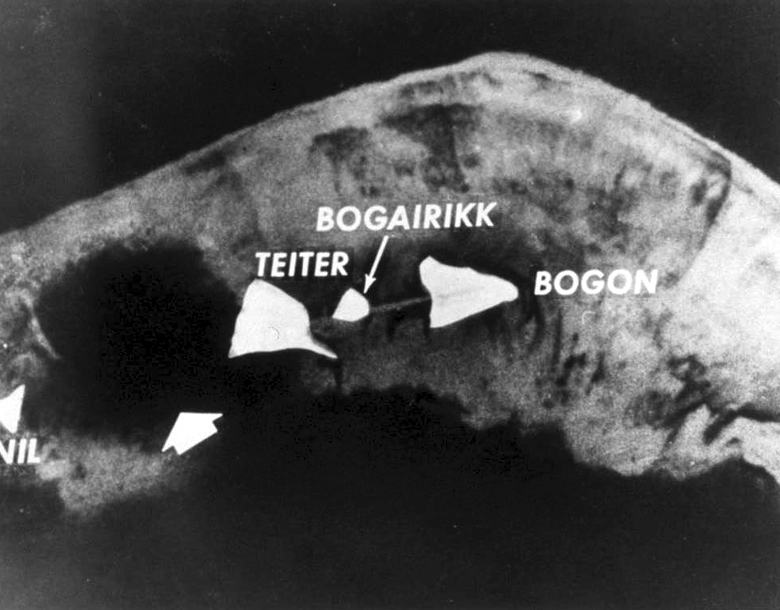
A cratera no lugar da ilha, DEPOIS da detonação.

Cerca de 9 350 militares e 2 300 civis estiveram envolvidos na operação. O artefato era um cilindro de 82 toneladas colocado dentro de uma construção de alumínio, erguida na pequena ilha de Elugelab, uma das ilhas do atol, e produziu uma explosão de 10,4 megatons, (equivalente a 10,4 milhões de toneladas de TNT). A bola de fogo se espalhou por 5 km de comprimento em sua base e a nuvem de cogumelo subiu a uma altitude de quase 20 km em menos de 90 segundos, se estabilizando depois a 40 km de altura com uma largura no topo da nuvem de cerca de 160 km.
A explosão criou uma cratera de 2 km de diâmetro e 55 metros de profundidade no local onde antes da explosão era a ilha de Elugelab; o barulho e as ondas formadas no mar pela explosão (algumas delas com mais de sete metros de altura) arrancaram toda a vegetação das ilhas, como foi observado pela tripulação de um helicóptero militar que sobrevoou o local à distância, uma hora após o desaparecimento do cogumelo de fogo; pedaços de rocha e coral das ilhas caíram sobre navios ancorados a 50 km de distância e a área imediatamente em volta do atol ficou pesadamente contaminada por radiação durante algum tempo.
Edward Teller, inventor e um dos maiores defensores do desenvolvimento de uma bomba de hidrogênio, estava em Berkeley, Califórnia, no momento do teste e soube em primeira mão que ele tinha sido bem sucedido, acompanhando a oscilação de um sismógrafo que captou as ondas de choque viajando por toda a terra desde o local do teste no Pacífico Sul.